# عيسى الراشد
عيسى عراك الراشد (مواليد 8 مايو 2002) هو لاعب كرة قدم سعودي.

## مسيرة اللاعب
وقع في الفئات السنية في نادي الشباب في عام 2016 و انظم للفئات السنية في نادي النصر في عام 2019 و انظم إلى نادي الريان في صيف 2022.